# إدوارد أرايا
إدوارد أرايا (بالإسبانية: Edward Araya) هو منافس ألعاب قوى تشيلي، ولد في 14 فبراير 1986 في أنتوفاغاستا في تشيلي.

## وصلات خارجية
- إدوارد أرايا على موقع الاتحاد الدولي لألعاب القوى (الإنجليزية)
- إدوارد أرايا على موقع أوليمبيديا (الإنجليزية)